# St.-Jürgen-Kapelle (Itzehoe)

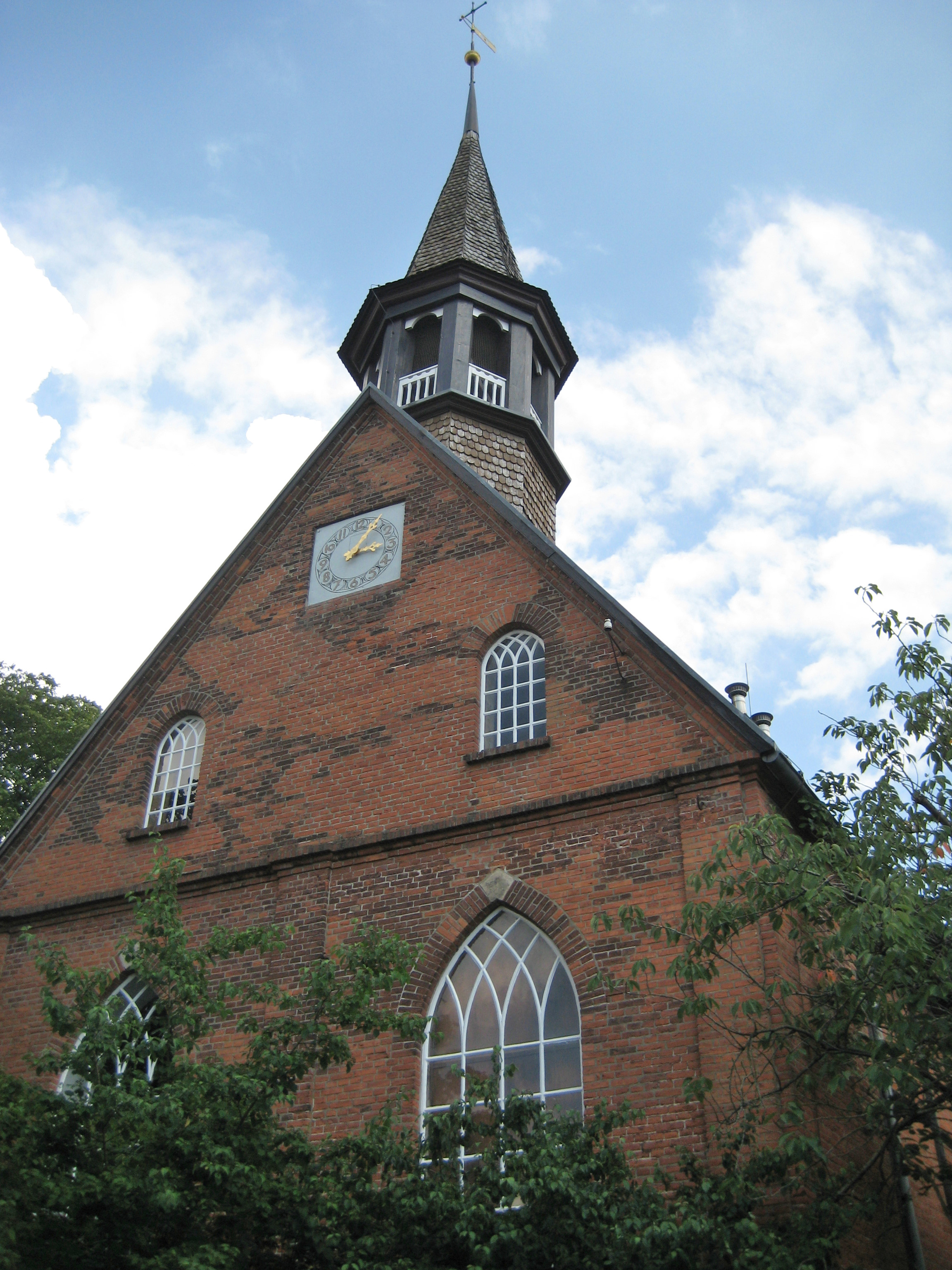

Die St.-Jürgen-Kapelle in Itzehoe ist ein Kirchengebäude, das heute zu den Kulturdenkmalen der Stadt gehört.
Die Kapelle wurde im Mittelalter als Hospitalkirche des St.-Jürgen-Hospitals bzw. St.-Georg-Hospitals gebaut, welches sich am damaligen Nordostrand der Stadt befand und als Aussätzigenasyl (Leprosorium) diente. Die erste urkundliche Erwähnung des Hospitals stammt von 1303 und die der Kapelle von 1462, das Gründungsdatum beider Einrichtungen ist jedoch nicht bekannt. Nach Daten der Gesellschaft für Leprakunde wurde das Spital im Jahr 1240 zuerst erwähnt. Mitte des 17. Jahrhunderts brannte die Kapelle im Dänisch-Schwedischen Krieg nieder; das heutige Gebäude wurde 1661 errichtet.